# 李旭航
李旭航（？—），男，山东招远人，中华人民共和国外交官，曾任中华人民共和国驻迪拜总领事。

## 生平
1995年，进入中华人民共和国外交部工作，先后在外交部办公厅、驻纳米比亚大使馆、外交部非洲司任职，期间曾挂职一年浙江省义乌市副市长。2013年，任驻坦桑尼亚大使馆参赞。2015年，任外交部非洲司参赞兼中非合作论坛办公室主任。2016年，任驻肯尼亚大使馆公使衔参赞。2019年5月，出任中华人民共和国驻迪拜总领事。2024年2月，自驻迪拜总领事离任。回国任外交部机关党委副书记（部党委国外工作局副局长）。

## 家庭
已婚，有一子。